# Arctic Lake Plateau
Arctic Lake Plateau är en platå i Kanada.   Den ligger i provinsen British Columbia, i den centrala delen av landet, 3 900 km väster om huvudstaden Ottawa.